# NGC 1210
NGC 1210 é uma galáxia lenticular (SB0) localizada na direcção da constelação de Fornax. Possui uma declinação de -25° 42' 59" e uma ascensão recta de 3 horas, 06 minutos e 45,3 segundos.
A galáxia NGC 1210 foi descoberta em 1886 por Ormond Stone.